# Lenka Oborná
Lenka Oborná (* 2. Dezember 1987) ist eine tschechische Volleyballspielerin.